# سوفاك
هي الشركة المسؤولة المسوقة لعلامة فولكس فاجن، أودي، سيات وبورش في الجزائر. تعمل الشركة في ميدان تسويق وتركيب السيارات. والذي دخل حيز الخدمة منذ ماي 2017 والذي نجح خلال زمن قصير في رفع التحدي وطرح عدد من السيارات في السوق تلبي احتياجات جميع الفئات الاجتماعية، كما تلبي بامتياز متطلبات الجودة الموضوعة من طرف شركة فولكسفاغن لصناعة السيارات. وفي هذا السياق تجدر الإشارة إلى أن مصنع سوفاك للإنتاج قد حصل الشهر الفارط على شهادة ISO 2001-2015. وتتواجد الشركة بولاية غليزان بالمنطقة الصناعية سيدي خطاب أما مقرها الرئيسي قيتواجد ببلدية الشراقة

## تاريخ الشركة
- 1999 : تاريخ إنشاء الشركة.[1]
- 2016 : نوقيع عقد شراكة وفق نسبة 51 بالمائة للجزائر و49 بالمائة للألمان في مصنع تركيب بولاية غليزان بالمنطقة الصناعية سيدي خطاب.[3]
- 2018 : تركيب أكثر من 50 الف سيارة.[4]

## الإنتاج
بلغ عدد الموظفين لدى مصنع سوفاك للإنتاج 1080 شخصا، وهو الرقم الذي يؤكد على إستراتيجية سوفاك للإنتاج لبلوغ أهدافها من حيث قدرة الإنتاج والمحددة عند 100.000
سيارة سنويا بحلول العام 2021.
وبلغ إنتاج الشركة لأكثر من 50000 سيارة مع إدخال خط إنتاج جديد خاص بالعلامة أودي، وانضمامه إلى الخطوط الأربع الموجودة سابقا وهي فولكسفاغن، فولكسفاغن للمركبات النفعية، سيات وسكودا.إن دخول العلامة أودي إلى خطوط إنتاج مصنع سوفاك يمثل خبرا سارا بالنسبة لزبائن أودي الذين كانوا محرومين لمدة ثلاث سنوات من هذه الفئة من السيارات الفاخرة، وذلك نتيجة لتجميد عمليات الاستيراد.
ويقوم مصنع سوفاك للإنتاج حاليا بتركيب ثلاث موديلات من العلامة أودي وهي أودي Q2، أودي A3 البرلين وأودي A3 سبورتباك.
وانضمت هذه الموديلات الجديدة إلى قائمة المركبات الصادرة عن المصنع منذ إطلاقه في العام 2017.
ويتعلق الأمر بكل من فولكسفاغن جولف، بولو، تيغوان، باسات وكادي، سكودا أوكتافيا، رابيد وفابيا، وسيات إيبيزا، ليون، أرونا وأتيكا.

## متابعات قضائية
قررت شركة فولكس فاجن تعليق نشاطها في الجزائر وذلك بسبب الازمة الاقتصادية وقضايا الفساد التي تطال المدير العام للشركة مراد عولمي.
كشفت التحقيقات ان المدير العام السابق مراد عولمي هرب أكثر من 30 الف مليار إلى الخارج.